# Dischidia tjidadapensis
Dischidia tjidadapensis är en oleanderväxtart som beskrevs av Reinier Cornelis Bakhuizen van den Brink. Dischidia tjidadapensis ingår i släktet Dischidia och familjen oleanderväxter. Inga underarter finns listade i Catalogue of Life.